# Saint-Julien-Beychevelle
Saint-Julien-Beychevelle ist eine Weinbaugemeinde mit 621 Einwohnern (Stand 1. Januar 2022) des Médoc in Südwestfrankreich.
Die Gemeinde befindet sich 50 Kilometer nordwestlich von Bordeaux an der Gironde. Sie besteht aus zwei Ansiedlungen, Saint-Julien im Norden und Beychevelle im Süden und liegt im Mittel zwölf Meter ü. d. M. Das Gemeindegebiet gehört zum Regionalen Naturpark Médoc.

## Bevölkerungsentwicklung
| Jahr                       | 1962 | 1968 | 1975 | 1982 | 1990 | 1999 | 2009 | 2017 |
| Einwohner                  | 1165 | 1216 | 1160 | 1006 | 873  | 798  | 683  | 595  |
| Quellen: Cassini und INSEE |      |      |      |      |      |      |      |      |

## Weinbau
Der Wein von Saint-Julien, das eine eigene Appellation Contrôlée besitzt, ist einer der berühmtesten Rotweine von Bordeaux.

## Sehenswürdigkeiten
- Kirche Saint-Julien

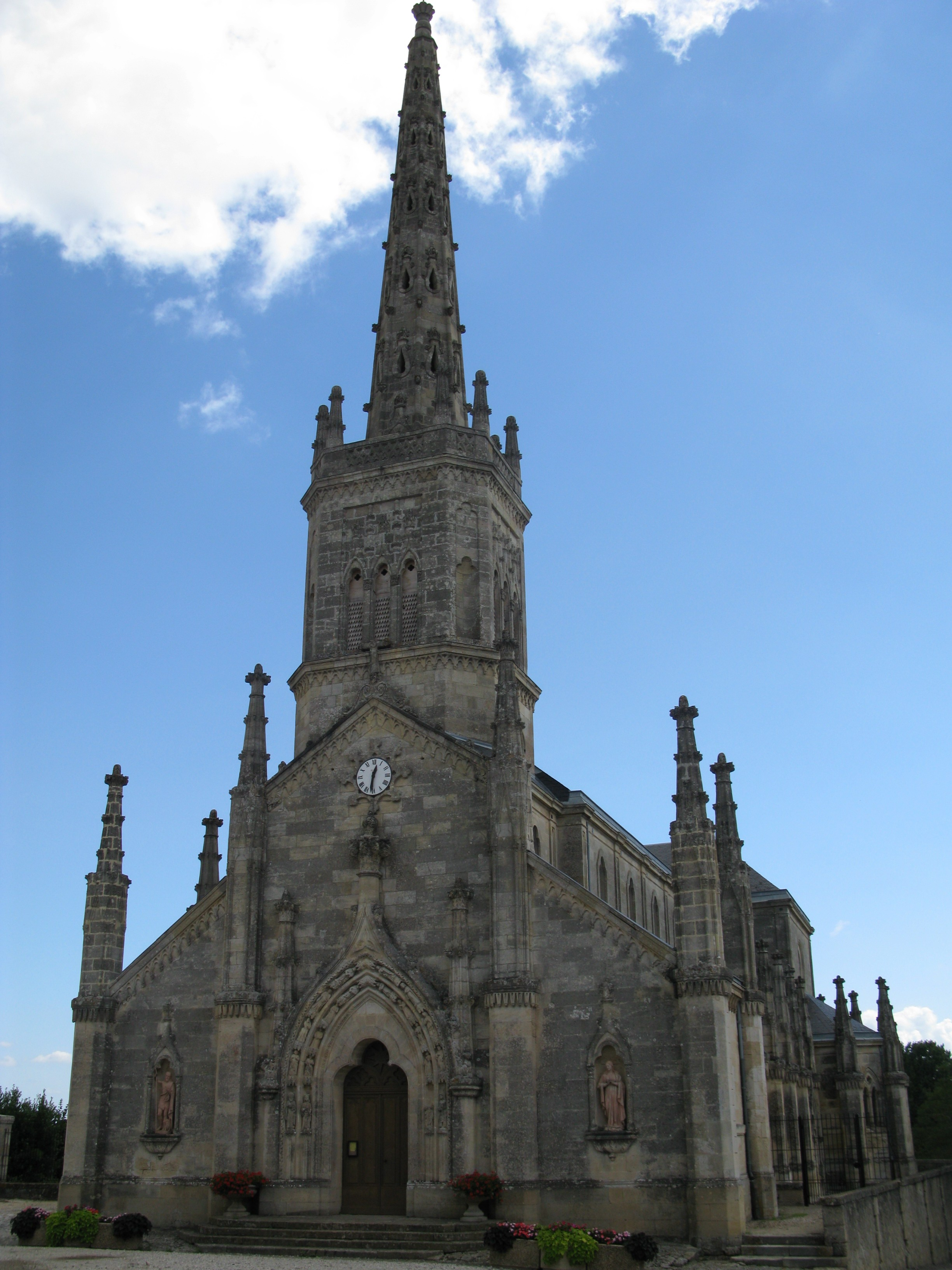
Kirche Saint-Julien

- Sehenswert sind auch die zahlreichen Weinbaubetriebe mit ihren Châteaus. Architektonisch ist das 1757 an Stelle einer mittelalterlichen Festung errichtete Château Beychevelle am bedeutendsten.